# Yetialtica pindapoyensis
Yetialtica pindapoyensis là một loài bọ cánh cứng trong họ Chrysomelidae. Loài này được Cabrera miêu tả khoa học năm 1998.